# Akysis subtilis
Akysis subtilis és una espècie de peix de la família dels akísids i de l'ordre dels siluriformes.

## Morfologia
- Els mascles poden assolir els 4 cm de llargària total.
- Nombre de vèrtebres: 35-36.[1][2]

## Distribució geogràfica
Es troba a Àsia: conca del riu Mekong a Laos i Tailàndia.